# Пикман, Израиль Цуриелевич
Изра́иль Цурие́левич Пи́кман (1918—1995) — советский кинооператор и режиссёр, фотограф. Заслуженный деятель искусств БССР (1975).

## Биография
Родился 20 февраля 1918 года в Мозыре (ныне Гомельская область, Белоруссия) в семье торговца бакалейными товарами Цуриела Мордховича Пикмана. В 1942 году окончил операторский факультет ВГИКа. Участник Великой Отечественной войны в составе 3-го Прибалтийского фронта. Фронтовой корреспондент ТАСС. После войны работал ассистентом кинооператора, а затем кинооператором и режиссёром киностудии «Беларусьфильм» (до 1989 года). Среди его работ — документальное и художественное кино, всего более 60 фильмов.
С 1990 года жил в Израиле.

## Фильмография

### Второй оператор
- 1946 — Новый дом
- 1947 — Константин Заслонов

### Оператор комбинированных съёмок
- 1955 — Кто смеется последним

### Оператор
- 1947 — Зима
- 1948 — На страже Родины; Советская Белоруссия
- 1950 — На осушенных болотах
- 1951 — География БССР
- 1952 — Беловежская Пуща
- 1953 — Многоотраслевой колхоз
- 1954 — Колхоз Гастелло
- 1957 — Белорусский концерт
- 1958 — По вашим заявкам
- 1959 — Девочка ищет отца[2]
- 1960 — Впереди крутой поворот
- 1961 — Рассказы о юности
- 1962 — Улица младшего сына
- 1963 — Страницы истории Минска; Сорок минут до рассвета
- 1965 — Белорусская рапсодия; Весенние голоса; Первые шаги; Театральная весна
- 1966 — Десять дней; Пущик едет в Прагу
- 1967 — Белорусская сюита; Встреча с городом
- 1968 — Большая опасность для маленьких; Порядок есть порядок; Свет и тени; Штрихи к портрету
- 1969 — Самоубийца; Пастух
- 1970 — Белоруссия, год 70-й; Встречи с городом; Там, где начинается асфальт
- 1971 — Мы — синеблузники

### Режиссёр
- 1956 — Знаете ли вы?
- 1965 — Первые шаги/;Театральная весна
- 1966 — Десять дней
- 1967 — Белорусская сюита
- 1968 — Большая опасность для маленьких; Белорусские ритмы; Свет и тени; Штрихи к портрету
- 1969 — Самоубийца
- 1970 — Начнём с ходьбы; Белоруссия, год 70-й; Встречи с городом; Зарница над Бугом
- 1971 — Мы — синеблузники; Что посеешь, то пожнёшь
- 1972 — Я крепость, веду бой; Бригадиры
- 1973 — Пока не грянет бой
- 1974 — Притча о колесе и биосфере
- 1975 — Брестская крепость
- 1976 — О женщинах, вине и табаке
- 1977 — Стояли насмерть; Не волнуйтесь, пожалуйста
- 1978 — Мозырские встречи; Капля никотина
- 1979 — Смотри в корень
- 1980 — Красная тетрадь
- 1981 — В лесах под Брестом
- 1982 — Брест: годы и мгновения
- 1984 — Берестье. Встречи с прошлым
- 1985 — Слава героям
- 1986 — И вечный будет май
- 1988 — Эти непонятные люди (вместе с Павлом Пикманом)

## Семья
- Павел Израилевич Пикман — сын.